# Andrena schoenitzeri
Andrena schoenitzeri är en biart som beskrevs av Gusenleitner 1998. Andrena schoenitzeri ingår i släktet sandbin, och familjen grävbin. Inga underarter finns listade i Catalogue of Life.